# Rudolf Bode
Rudolf Bode (1881 - 1970) é considerado o criador da ginástica moderna, chamada posteriormente de ginástica rítmica.
Formado na escola de Émile Jaques-Dalcroze, pensava que os movimentos eram desenvolvidos naturalmente por meio do exercício, o que preservava a unidade orgânica do corpo. Seu método, que continuou do ponto de Dalcroze, apresentava três aspectos: o de movimentos totais, o de alternância rítmica e o de economia do movimento, que deveriam ser aplicados juntos, pois em sua concepção, movimentos isolados eram uma heresia. Baseado em seu trabalho, Heinrich Medau continuou e criou os aparelhos da ginástica rítmica.